# Cendejas de Enmedio
Cendejas de Enmedio település Spanyolországban, Guadalajara tartományban. Cendejas de Enmedio Negredo, Viana de Jadraque, Cendejas de la Torre, Bujalaro, Jirueque, Medranda és Torremocha de Jadraque községekkel határos. Lakosainak száma 71 fő (2024).

## Népesség
A település népessége az utóbbi években az alábbiak szerint változott:
| Lakosok száma | 122  | 125  | 116  | 109  | 104  | 85   | 75   | 72   | 66   | 71   |
|               | 2001 | 2004 | 2006 | 2009 | 2011 | 2014 | 2016 | 2019 | 2021 | 2024 |